# 2020年カラバサスヘリコプター墜落事故
2020年カラバサスヘリコプター墜落事故（2020ねんカラバサスヘリコプターついらくじこ、英：2020 Calabasas helicopter crash）は、2020年1月26日にアメリカ合衆国カリフォルニア州ジョン・ウェイン空港発同州カマリロ空港行きのシコルスキー S-76Bヘリコプターがロサンゼルスより北西約30マイル (48km) 地点のカラバサスに墜落、乗員乗客9人全員が死亡した事故である。
乗客には元NBAロサンゼルス・レイカーズ選手のコービー・ブライアントと13歳の次女ジアナ、野球監督のジョン・アルトベッリとその妻子などが含まれていた。

## 事故機

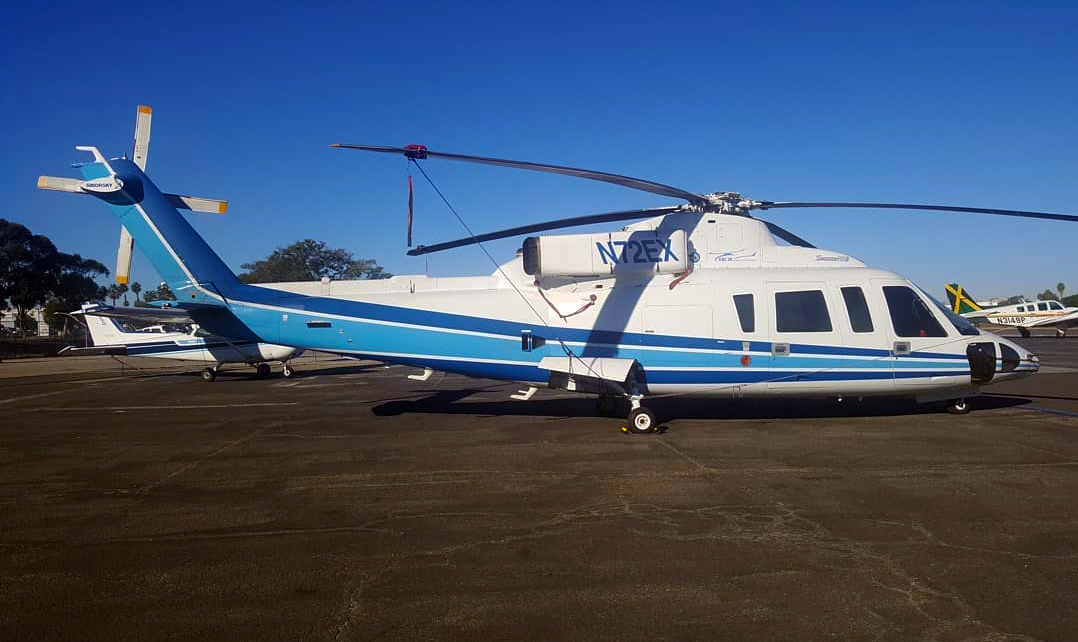
事故機のシコルスキー S-76B

事故機の機体記号N72EXのシコルスキー S-76Bは2015年までイリノイ州が所有しており、州知事や他の役人の輸送に使用されていた。連邦航空局 (FAA) とカリフォルニア州州務長官の記録によるとS-76Bはイリノイ州の手を離れた後、カリフォルニア州フィルモアに拠点を置くアイランド・エクスプレス持株会社に登録された。S-76Bの客席はアイランド・エクスプレスへ登録後12席から8席に削減された。
アメリカのヘリコプターはフライトデータレコーダー (FDR) 及びコックピットボイスレコーダー (CVR) の搭載義務が無いため、事故機にも搭載されていなかった。なお、S-76Bには元々CVRが搭載されていたが、アイランド・エクスプレスがイリノイ州より機体を受け取った直後の2016年3月にCVRを取り外した記録が残っている。また、事故機には機能向上型対地接近警報装置 (Terrain awareness and warning system, TAWS) が装備されていなかった。国家運輸安全委員会 (NTSB) は2004年のS-76A墜落事故を受けて客席が6席以上存在する全てのヘリコプターにTAWSを装備することを推奨していたが、FAAはTAWS装備を義務付けていなかった。

## 搭乗者
事故機に搭乗していたのはパイロットのアラ・ゾバヤン、コービー・ブライアントと次女ジアナ (13歳)、ジアナのチームメイトのアリッサ・アルトベッリ (14歳) とペイトン・チェスター (13歳)、アリッサの両親ケリ・アルトベッリとジョン・アルトベッリ (オレンジ・コースト大学の野球監督)、ペイトンの母親サラ・チェスター、バスケットボールアシスタントコーチのクリスティーナ・モーゼルの9人であった。彼らはニューベリー・パークに位置するコービーが創立したアカデミーのマンバ・スポーツ・アカデミーへ向かい、そこでバスケットボールの試合を行う予定で、コービーはジアナのチームのコーチを務めることとなっていた。

## 事故
2020年1月26日太平洋標準時9時6分 (協定世界時17時6分)、コービーら9人が搭乗したS-76Bはカリフォルニア州カマリロのカマリロ空港へ向けて同州オレンジ郡ジョン・ウェイン空港を離陸した。なお、コービーはこの前日にもカマリロ空港へ飛行していたが、その際は事故も無く無事に着陸している。この飛行の所要時間は僅か30分、カマリロ空港からアカデミーまでの陸路が20分であったことに対し、ニューポートビーチの自宅からジョン・ウェイン空港までは2時間近く掛かっている。

### 気象状況
ロサンゼルス市警察航空支援部は、事故当日の1月26日朝に悪天候のためヘリコプターを着陸させている。航空支援部の規則では、ヘリコプターの飛行にあたっては少なくとも2マイル (3.2km) の視程と雲底高度800フィート (240m) の2つの条件を満たす必要がある。S-76Bがジョン・ウェイン空港を離陸した際の視程は5マイル (8km)、雲底高度は1,300フィート (400m) で、連邦航空規則Part 135に基づいてオンデマンド旅客飛行として有視界飛行方式で飛行していた。パイロットが計器飛行方式で飛行することを選択した場合、雲の中を飛行することも可能であったが、FAA及びアイランド・エクスプレスの記録によると同社のパイロットは計器飛行方式で飛行することを許可されていなかった。更に1998年に発行された同社のPart 135運用証明書において、同社の運行する便は有視界飛行方式のオンデマンド飛行のみと制限されていた。仮に会社の運航証明書と規則が計器飛行方式での飛行を許可していたとしても、ロサンゼルスの管制空域の深刻な混雑により、迂回ルートを取らざるを得ず大幅な遅延が予測された。
自動化された気象観測所の記録によると、事故地点より北西に十数マイル地点のヴァン・ナイズ空港付近での当時の雲底は対地高度1,100フィート (340m)、雲頂は2,400フィート (730m) であった。

### 墜落
ジョン・ウェイン空港離陸後、S-76Bは有視界飛行方式であるため雲の中ないし雲底付近を飛行することができないことから、北西へ向けて高度800フィート (240m) で飛行を開始した。事故以前のカマリロ空港へのほとんどのフライトではダウンタウン・ロサンゼルス上空で針路を西に変え、ベンチュラ・フリーウェイ（国道101号線）に到達するまでサンタモニカ山脈の上空を通過する経路をとっていた。しかし、事故当日はサンタモニカ山脈に深い霧が立ち込めており、有視界飛行方式では上空を通過することができなかった。このためS-76Bは北西へ進みドジャー・スタジアム付近のボイル・ハイツを通過し州間高速道路5号線沿いに飛行を継続した。グレンデールに近付くと、パイロットはハリウッド・バーバンク空港管制にベンチュラ・フリーウェイ沿いに西へ飛行する許可を求めた。この時ハリウッド・バーバンク空港周辺の気象状況が悪く計器飛行方式でないと飛行できなかったため管制官はホールディングパターン上で旋回待機するよう指示し、9時21分から同32分までの11分間旋回待機した後ハリウッド・バーバンク空港管制空域内への進入を許可された。
管制空域への進入にあたっては特別有視界飛行方式での進入となり、高度2,500フィート (760m) 以下で飛行する必要があったため、S-76Bは高度1,400フィート (430m) まで上昇した。ハリウッド・バーバンク空港管制空域を抜けるとS-76Bは針路を西に変え、ロナルド・レーガン・フリーウェイ（州道118号線）へ到達するとほぼ同時にヴァン・ナイズ空港管制空域に進入し、その直後の9時39分に管制官よりベンチュラ・フリーウェイへ向かって南西への針路変更許可を受け、その後ヴァン・ナイズ空港管制から南カリフォルニア管制へハンドオフした。
9時42分、S-76Bはベンチュラ・フリーウェイへ到達し、同フリーウェイを辿ってサンフェルナンド・バレー西端より起伏の激しい地域に入った。9時44分、南カリフォルニア管制はパイロットの要求に応じ飛行監視を行うことを了承したが、現状の高度を維持すると地形に阻まれてレーダーの電波が届かず機体の追跡が行えないことを通知した。その後これまで管制を担当した管制官から別の管制官へ交代し、交代した管制官はパイロットに現在の飛行状況を通知するよう指示した。これを受け、パイロットは管制官に対し雲を避けるため高度4,000フィート (1,200m) まで上昇し、上昇後は高度を維持して飛行する旨を知らせた。この交信がパイロットから管制官への最後の交信であった。

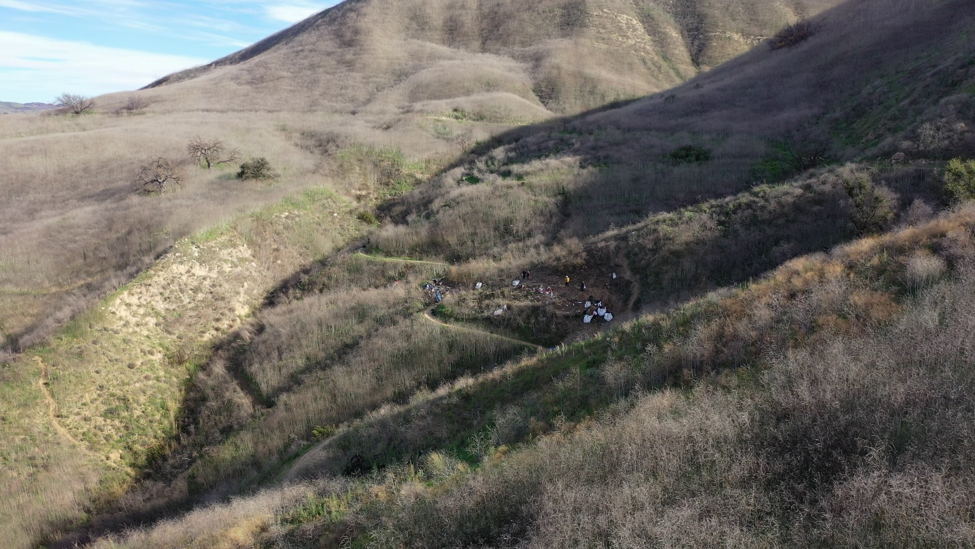
最後に放送型自動位置情報伝送・監視機能により受信された位置でのドローン空撮画像。ドローンはNTSBにより展開されS-76Bの飛行経路を再現した

放送型自動位置情報伝送・監視機能のデータによるとS-76Bはベンチュラ・フリーウェイのラス・ヴァージネス出口よりフリーウェイに沿って上昇を始め、2,300フィート (700m) まで上昇し左旋回を開始した。しかし、その8秒後S-76Bは左旋回を続けたまま突如降下に転じ、降下率は1分あたり4,000フィート (1,200m)、対地速度は160ノット (300km/h) にまで達した。9時45分39秒、S-76Bは標高約1,085フィート (331m) の地点に墜落した。

### 救助活動
墜落から2分後の9時47分、カラバサスにヘリコプターが墜落したことが通報された。墜落現場はラス・ヴァージネス都市水道区本部裏手の丘の中腹にある、山岳レクリエーション及び保全局の公有地であるニュー・ミレニアム環状自然遊歩道であった。通報したのは墜落現場付近を2グループに分かれて通行中であったマウンテンバイカーグループで、機体は2グループの間に墜落した。目撃者の証言によると、S-76Bのエンジンは墜落前に「故障していた」 (sputtering) という。また別の目撃者は、S-76Bがかなりの速度で墜落していくのを見たと証言した。墜落前に遭難信号が出されていたかは不明である。
墜落により、現場付近1⁄4-エーカー (1,000 m2) の範囲で山火事が発生し、また機体の残骸に水と反応するマグネシウムが存在したことから消火活動は困難を極めた。消火にはロサンゼルス郡消防局の隊員が出動し、10時30分までに鎮火した。機体の残骸は500 - 600フィート (150 - 180m) に渡る範囲に散らばっていた。消防士が現場に徒歩で向かい、救急隊員はヘリコプターから懸垂降下を行って救助にあたったが生存者は1人も見つけることができず、搭乗していた9人全員の死亡が確認された。ロサンゼルス郡検診検死局の検査により、9人の死因は墜落時の鈍的外傷であると診断された。

## 調査

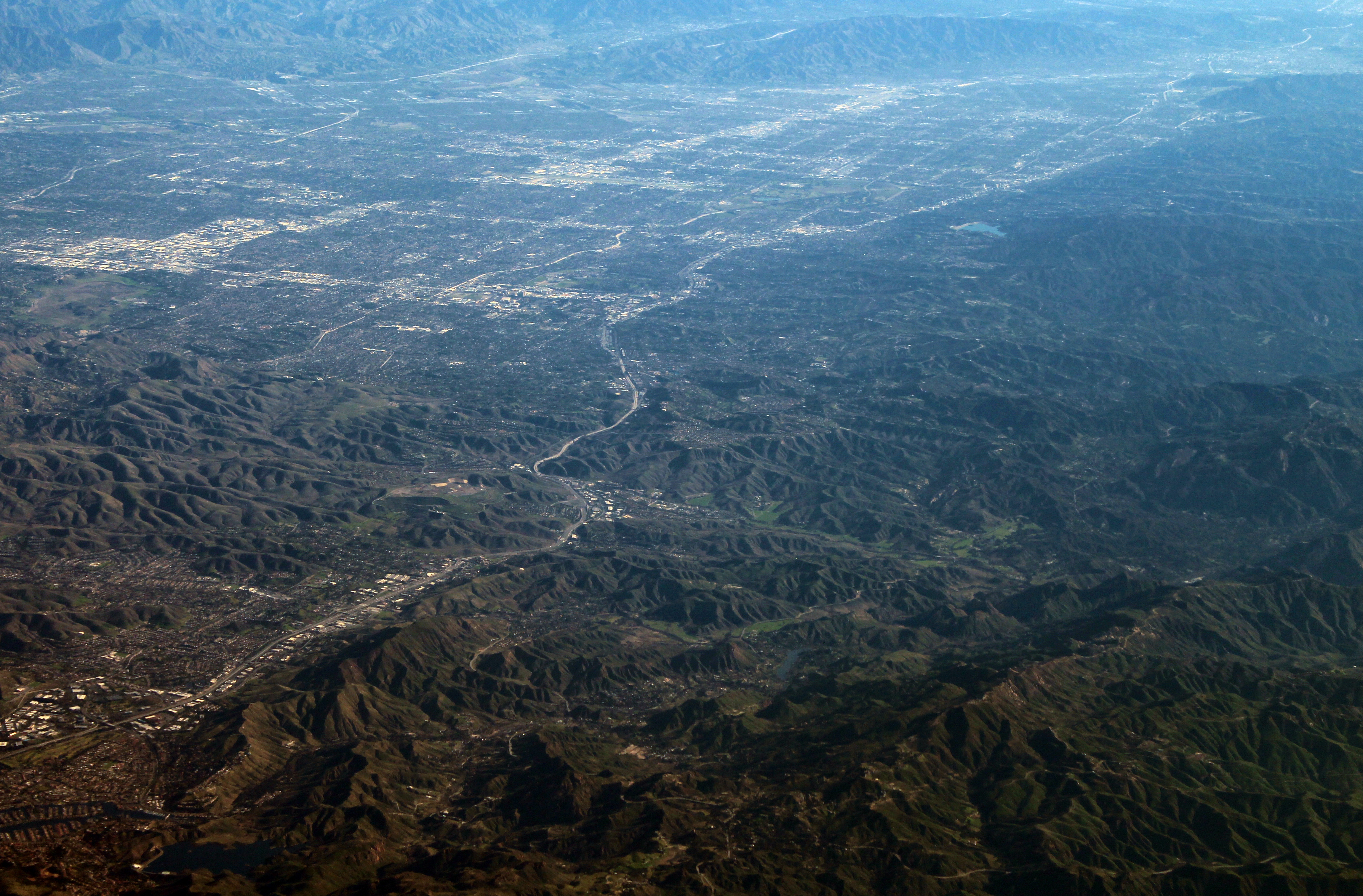
墜落地点付近より東に向かって撮影した空撮画像。S-76Bは画像右上より飛来し、ヴァン・ナイズ空港周辺で針路を変え画像右上から左下へ斜めに貫いているベンチュラ・フリーウェイに沿って画像左下隅へ出ようとした

墜落よりおよそ1時間40分後の11時25分にTMZが墜落事故及び搭乗していたコービーの死亡についての記事を発表し、この事故に関する最初のニュースソースとなった。しかし、TMZが記事を出したのは検視局によって身元が確認され犠牲者の家族に死亡が通知される前であったため、TMZは地元法執行機関より批判された。ロサンゼルス郡保安局第33代保安官アレックス・ビヤヌエバは「あなたの愛する人が死に、あなたがTMZを通じてそれを知ることは非常に失礼なことでしょう。」とコメントした。
14時30分、ロサンゼルス郡保安局及びロサンゼルス郡消防局が共同で記者会見を開いた。ロサンゼルス郡消防局局長のダリル・オズビーは、FAAとNTSBの調査員が現場入りし事故について調査を開始すると述べた。同日夕方にNTSBの専門家と調査員を含む18人で構成された「Go Team」が現場入りし調査・フライトレコーダーの捜索を開始した。
ビヤヌエバ保安官は、事故現場付近の住宅地に人々が集まり交通渋滞が発生、調査員が事故現場へ向かう支障となっていることから人々へ事故現場付近へ集まらないよう呼びかけた。また、FAAは事故現場付近5マイルの空域において高度5,000フィート以下の空域を飛行禁止空域とした。検診検死局は9人の犠牲者の内3人の遺体を26日夜に収容した。26日夜に事故現場へ不法侵入を試みる人物が居たことから、悪質な形見泥棒の侵入を防ぐ目的でビヤヌエバ保安官は立ち入り禁止区域との境界線の警備を強化し、馬及び全地形対応車で周囲のパトロールを行った。
翌27日、墜落直前に管制官より「飛行監視を行うには高度が低すぎる」と言われていたことが発表された。ただし、これはレーダーの電波が届かない高度であるだけであり、地表に対して近すぎ安全に飛行できない高度に居たわけではない。
28日までに犠牲者9人全員の遺体が検診検死局により収容された。検死は28日に行われ、コービー及びその他3人の身元は同日中に指紋鑑定、残り5人の身元は2日後の30日にDNA鑑定で特定された。2月1日までに、検診検死局は遺体のほとんどを遺族へ引き渡した。
1月30日、ヘリコプターの残骸がロサンゼルスからアリゾナ州フェニックスへ移送され、NTSB調査員によるさらなる調査が行われた。ただし、立ち入り禁止区域はカリフォルニア有害物質管理局の監督の下、民間の危険物除去作業員による危険物（主にジェット燃料及び油圧作動油）の除去が完了するまで解除されなかった。1月31日、NTSBの広報担当者は墜落したS-76Bを所有しているアイランド・エクスプレスが霧の中でヘリコプターを飛行させる認定を受けていないと述べた。
2月7日、NTSBは事故に関する暫定報告書「investigative update」を発表した。NTSBが事故の12 - 18か月後に完全な事故報告書を発表するまで、最終的な調査結果、事故原因、類似事故防止のための推奨事項などは発表されない。この報告書での初期調査結果において、事故機のエンジンが故障した証拠は発見されなかったと述べられている。報告書では「...エンジンの視認可能な部分は、壊滅的な外部故障。または内部故障の形跡を残していなかった」こと、そしてブレードへの損傷は「墜落時にブレードが回転している状態と一致」していたことが述べられている。また、機体の大部分は墜落時の衝撃で散り散りになっており、その後の火災でほとんどが破壊されたと報告されている。

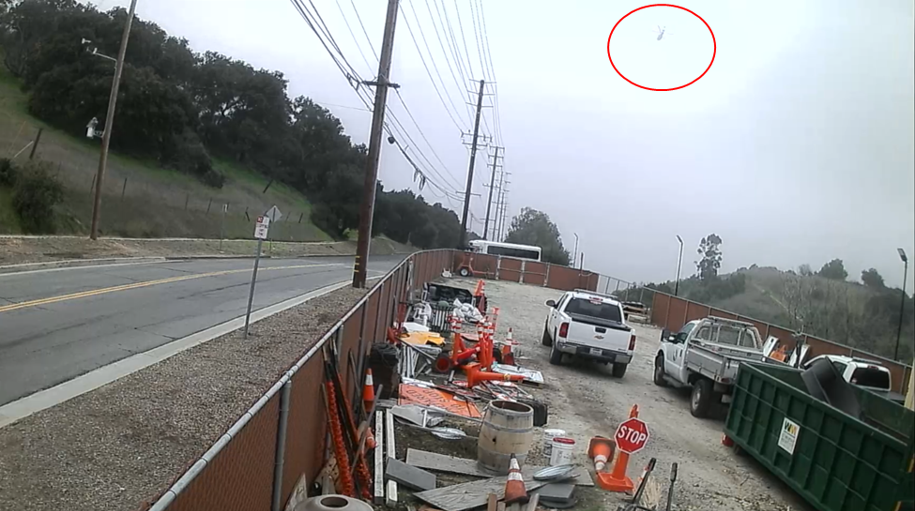
雲の中へ向かう事故機

2021年2月9日、NTSBは事故原因を決定するための公聴会を開いた。NTSBはパイロットが有視界飛行方式の要件に従わず、厚い雲の中へ入ったため空間識失調に陥り、機体の制御が失われたと結論付けた。加えて、事故の要因としてパイロットに飛行を完了させなくてはならないという圧力が掛かったことを挙げた。これがパイロットの意思決定能力に悪影響を及ぼした。また、アイランド・エクスプレスの安全管理が不適切であったことも要因として挙げられた。

## 追悼

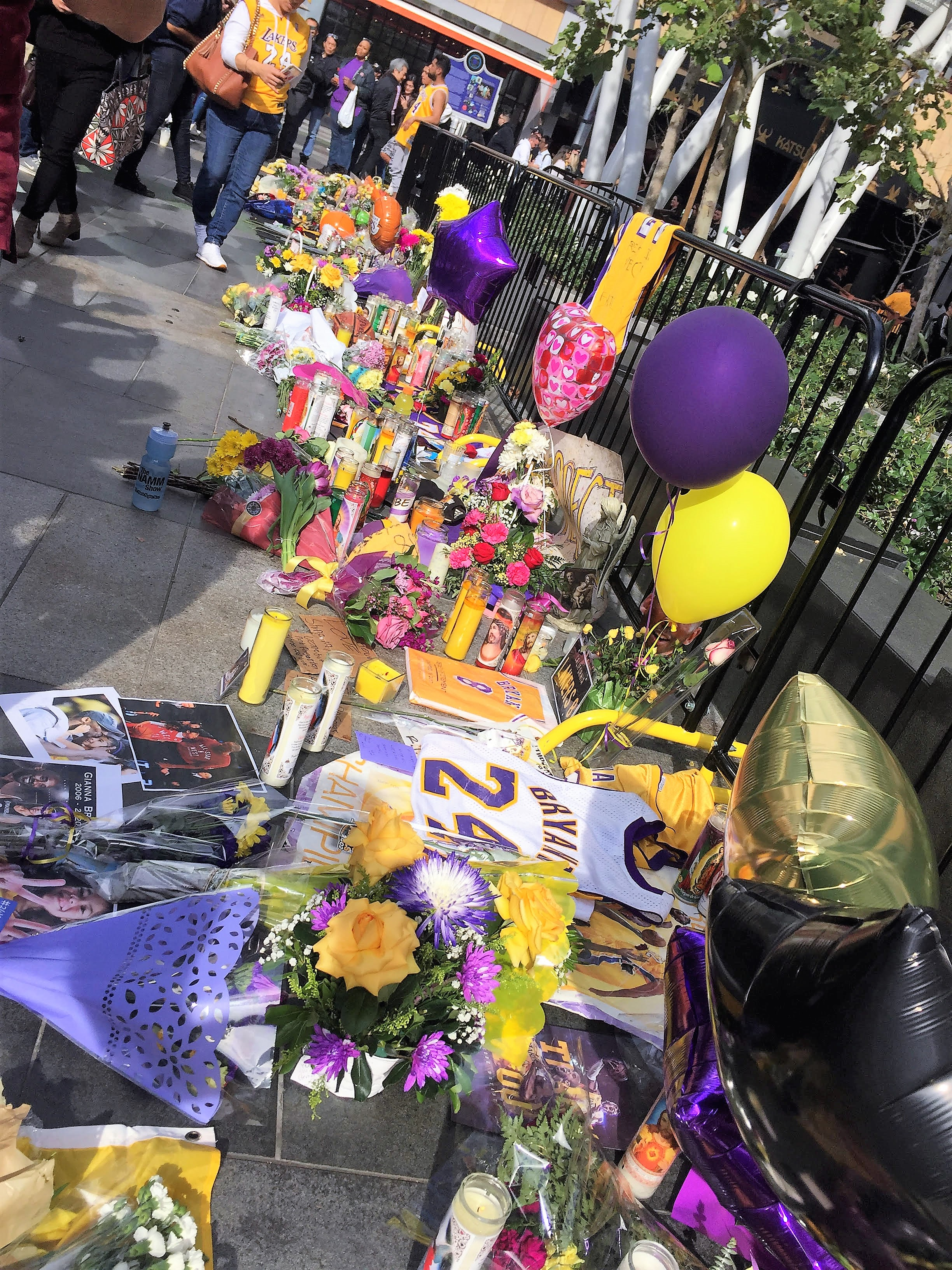
ステイプルズ・センターの前に作られた即興の記念碑

コービーの訃報を知らされた人々は、26日にステイプルズ・センターで第62回グラミー賞授賞式が開催される数時間前に、同センターがかつてコービーが唯一所属していたNBAチームであるロサンゼルス・レイカーズの本拠地であることからステイプルズ・センターに即興の記念碑を作った。また、受賞式においては出席していたアリシア・キーズやボーイズIIメン、リル・ナズ・X、リゾ、Run-D.M.C.、エアロスミス、DJキャレドらがコービーへの追悼のため『It's So Hard to Say Goodbye to Yesterday』を歌うパフォーマンスを行った。ステイプルズ・センターの垂木に掛けられたコービーの2つのユニフォームはスポットライトで照らし出されていた。コービーの死から1週間後、ステイプルズ・センターのスタッフは即興の記念碑を片付け始めたが、痛みにくい物に関しては全て梱包し遺族へ届けることを約束した。こうして回収された物品の中には1,350個のバスケットボールと25,000個のろうそく、5,000個の手紙、500個のぬいぐるみ、350足の靴、14個のバナーがあった 。
ファンはコービーが1992年から1996年まで在学していたペンシルベニア州のローワー・メリオン高校のコービー・ブライアント体育館の外に記念碑を作った。
ロサンゼルス国際空港、ニューヨーク市のマディソン・スクエア・ガーデンとエンパイア・ステート・ビルディング、コービーの自宅のあるカリフォルニア州オレンジ郡のサンタアナ給水塔などの各地のランドマークは、コービーの追悼のため紫色と金色にライトアップされた。また、2月2日には世界一高い超高層ビルであるアラブ首長国連邦ドバイのブルジュ・ハリファがコービーと次女ジアナに敬意を表して2人の画像でライトアップされた。
2月7日、コービーとジアナは俳優のジョン・ウェインも埋葬されているニューポートビーチのコロナ・デル・マーにあるパシフィック・ビュー・メモリアル・パークに埋葬された。
2月24日、レイカーズ本拠地であるステイプルズ・センターで追悼式が行われ、マイケル・ジョーダンらレジェンドが涙ながらに追悼のスピーチを行った。ジョーダンは、「コービーが亡くなったとき、自分の一部も死んだ。このアリーナや世界中を見渡してみても、みんな一部が死んでしまった」「約束する。これから先、自分には弟がいたという思い出と認識と共に生きていく」「安らかに眠れ、弟よ」と涙を流しながら話した。

### バスケットボール
NBAの第5代コミッショナーアダム・シルバーは以下の声明を発表した。

NBAファミリーはコービーとその娘ジアナの悲劇的な死により悲しみに暮れている。...20シーズンにわたって、コービーは驚くべき才能と勝利への絶対的な献身が混ざり合ったときに何が可能になるかを我々に示してくれました。彼はバスケットボールの歴史の中で最も優れたプレイヤーの1人であり、伝説的な成果を残しています。...しかし、世界中の人にバスケットボールをプレイし、彼らの持つ能力を最大限に競いあうよう促したことが最も記憶に残る彼の功績でしょう。彼は獲得した知恵に寛大であり、それを将来の世代の選手と共有することを自身の使命と考え、ゲームへの愛をジアナに引き渡すことに特別な喜びを感じていました。
(The NBA family is devastated by the tragic passing of Kobe Bryant and his daughter, Gianna ... For 20 seasons, Kobe showed us what is possible when remarkable talent blends with an absolute devotion to winning. He was one of the most extraordinary players in the history of our game with accomplishments that are legendary ... But he will be remembered most for inspiring people around the world to pick up a basketball and compete to the very best of their ability. He was generous with the wisdom he acquired and saw it as his mission to share it with future generations of players, taking special delight in passing down his love of the game to Gianna.)

コービーの高校時代のバスケットボールコーチであったグレッグ・ダウナーは、コービーの訃報にショックを受け悲観に暮れ、当初は取り乱しすぎてメディアと話すこともできない状態であった。ダウナーは1992年から1996年までの4年間ローワー・メリオン高校でコービーの指導を行っており、1996年には州選手権で優勝している。
コービーと比較されることの多いマイケル・ジョーダンは「私が感じている痛みを言葉で表すことはできません。私はコービーが大好きでした。彼は私にとって弟のような存在でした。...私たちはかつて頻繁に話をしていましたが、それらの会話がとても恋しいです。彼は激しい競争相手であり、創造力を持ったバスケットボールの偉大な人物の1人です。」と述べた。1996年から2004年までコービーのチームメイトであり、交友と確執を残したシャキール・オニールは「この痛みを表現する言葉が無かった。」と述べた。いくつかのNBAチームは、26日の夜に行われた試合においてコービーの現役時代の背番号にちなんだ24秒（ショットクロック）ヴァイオレーションや8秒ヴァイオレーションなどのルール違反を意図的に行い追悼の意を表した。カリーム・アブドゥル＝ジャバーはコービーへの哀悼の意を表した動画をTwitterに投稿した。
事故当日の朝、コービーと話をしていたレブロン・ジェームズは「私は悲嘆に暮れ、心に深い傷を負っている。...あなたがバスケットボールに残した遺産を引き継いでいくことを約束する。」との声明をInstagramに投稿した。1996年NBAドラフトにおいてコービーを獲得しレイカーズの3連覇の礎となったジェリー・ウェストは「私の心に一番響くのは...ある名前の1人 -コービー- 言及するまでもないだろう。」、「今日が人生で最も悲しい日だ。」と述べた。
ダラス・マーベリックスのオーナーマーク・キューバンは、「ダラス・マーベリックスの選手は、背番号24を着用しないことを決定した」との声明を発表した。また、以前はコービーの背番号であった数人のNBA選手が、コービーに敬意を表して新しい背番号に変更することを決定した。
ジアナはコネチカット大学ハスキー女子バスケットボールのファンでいくつかのゲームに参加しており、将来はコネチカット大学へ進学し同チームでプレーすることを望んでいた。このため、コネチカット大学はベンチに置かれたジャージと花の写真に「A Husky forever」との一文を添えてTwitterに投稿した。
NBAは、事故から2日後の1月28日に予定されていたロサンゼルス・レイカーズ対ロサンゼルス・クリッパーズの試合を延期した。1月30日にステイプルズ・センターで行われた事故後初の試合、サクラメント・キングス対ロサンゼルス・クリッパーズの試合では、試合開始前にクリッパーズがコービーを称え、クリッパーズの選手であるポール・ジョージがコービーへのトリビュートビデオを流した。翌31日、レイカーズは事故後初の試合として対ポートランド・トレイルブレイザーズ戦に臨んだ。試合に先立ち、レイカーズはティップオフ直前に行われた式典においてコービーと事故の犠牲となった全ての人に対し敬意を表した。アッシャーが『アメイジング・グレイス』を、ボーイズIIメンが『星条旗』を、そしてウィズ・カリファとチャーリー・プースが『シー・ユー・アゲイン』を歌った。また、レイカーズのスターティングメンバーは全員の名前がコービーの名で紹介された。この試合はESPNの歴史において2番目に多く視聴された試合で、平均441万人が視聴した。
ジアナが通っていたハーバー・デイ・スクールは、2020年2月5日にジアナの着けていた背番号2番のジャージの使用を辞めた。
2月15日、コミッショナーのアダム・シルバーはコービーの功績を称えNBAオールスターゲーム最優秀選手賞をNBAオールスターゲームコービー・ブライアント最優秀選手賞へ改称することを発表した。また、2月16日に行われた2020年NBAオールスターゲームではチーム・ヤニスの選手がコービーを称えて背番号24番のユニフォームを、チーム・レブロンの選手がジアナを称えて背番号2番のユニフォームを着用して試合に臨んだ。

### その他のスポーツ
多くのMLB、NFL、NHLの選手、チーム、その他組織がコービーへの追悼の意を発表した。同日に開催されたNFLのプロボウル(en:2020 Pro Bowl)ではゲーム中に多くの選手がコービーへの敬意を表した。
2月2日に開催された第54回スーパーボウルではカンザスシティ・チーフスとサンフランシスコ・フォーティナイナーズの選手がフィールドの両端にある24ヤード線に立って事故の犠牲者全員と、事故の2日後の28日に亡くなったクリス・ドールマンに黙祷を捧げた。スーパーボウル開催地のハードロック・スタジアムも事故翌日に紫色と金色でライトアップされた。WWEは1月26日夜に行われた2020年ロイヤルランブルにおいてコービーに敬意を表し、同週にクリーブランドでのAEWダイナマイト中にソーカル・アンセンソードがコービージャージを着用しリングに上がるなど、多くのプロレスラーがコービーへ哀悼の意を表した。
2020年ATPツアーで全豪オープンでの試合中であったテニス選手らもコービーへ敬意を表し、ノバク・ジョコビッチは「彼は史上最高のアスリートの一人でした。彼は自分自身や世界中の多くの人々に影響を与えました。」と述べた。
コービーのお気に入りであったサッカーチームのACミランは、1月28日に行われたコッパ・イタリア2019-2020の対トリノFC戦においてコービーを追悼し黒い腕章を着用したほか、試合前に1分間の黙祷を捧げた。その他多くのサッカー選手やチームは、試合中やソーシャルメディアでコービーに敬意を表した。1月26日、ネイマールはリールのペナルティスポットから2番目のゴールを決めた後、カメラに向かって右手指4本、左手指2本を立て背番号24を表し、天へ向かって祈りを捧げることでコービーへの敬意を表した。

### 政治
アメリカ合衆国大統領ドナルド・トランプ、元大統領ビル・クリントン、バラク・オバマ、元アメリカ合衆国国務長官ヒラリー・クリントン、カリフォルニア州知事ギャビン・ニューサム、ロサンゼルス市長エリック・ガーセッティ及びその他多数の政治家がコービーへの哀悼の意を表した。
神戸市は、メリケンパークのモニュメント及びフラワーロードにて追悼のライトアップを実施した。

## 映像化
- メーデー!:航空機事故の真実と真相 第20シーズン第10話「Loss of a Legend」